# Vaughanina
Vaughanina es un género de foraminífero bentónico de la subfamilia Vaughanininae, de la familia Pseudorbitoididae, de la superfamilia Rotalioidea, del suborden Rotaliina y del orden Rotaliida. Su especie tipo es Vaughanina cubensis. Su rango cronoestratigráfico abarca desde el Campaniense superior hasta el Maastrichtiense (Cretácico superior).

## Clasificación
Vaughanina incluye a las siguientes especies:
- Vaughanina barkeri †
- Vaughanina cubensis †
  - Vaughanina cubensis globosa †
  - Vaughanina cubensis minor †
- Vaughanina guatmealensis †
- Vaughanina hungarica †
- Vaughanina jordanae †